# Max Caputo
Max Caputo (Australia, 17 de agosto de 2005) es un futbolista australiano. Juega de delantero y su equipo es el Melbourne City F. C. de la A-League.

## Trayectoria
Caputo entró a las inferiores del Melbourne City en 2018, y debutó con el primer equipo a los 15 años el 6 de junio de 2021 contra el Melbourne Victory.
En septiembre de 2022 fue incluido en las lista de las 60 promesas del fútbol del periódico británico The Guardian.

## Selección nacional
Es internacional juvenil con la selección sub-20 de Australia.

## Estadísticas

### Clubes
Actualizado al último partido disputado el 31 de mayo de 2025.
| Club                           | Div.          | Temporada     | Liga  | Liga  | Copas nacionales | Copas nacionales | Copas internacionales | Copas internacionales | Total | Total |
| Club                           | Div.          | Temporada     | Part. | Goles | Part.            | Goles            | Part.                 | Goles                 | Part. | Goles |
| ------------------------------ | ------------- | ------------- | ----- | ----- | ---------------- | ---------------- | --------------------- | --------------------- | ----- | ----- |
| Melbourne City F. C. Australia | 1.ª           | 2020-21       | 1     | 0     | 0                | 0                | ―                     | ―                     | 1     | 0     |
| Melbourne City F. C. Australia | 1.ª           | 2021-22       | 1     | 0     | 1                | 0                | 0                     | 0                     | 2     | 0     |
| Melbourne City F. C. Australia | 1.ª           | 2022-23       | 4     | 1     | 3                | 0                | ―                     | ―                     | 7     | 1     |
| Melbourne City F. C. Australia | 1.ª           | 2023-24       | 21    | 1     | 1                | 1                | 2                     | 1                     | 24    | 3     |
| Melbourne City F. C. Australia | 1.ª           | 2024-25       | 15    | 5     | ―                | ―                | ―                     | ―                     | 15    | 5     |
| Melbourne City F. C. Australia | Total club    | Total club    | 42    | 7     | 5                | 1                | 2                     | 1                     | 49    | 9     |
| Total carrera                  | Total carrera | Total carrera | 42    | 7     | 5                | 1                | 2                     | 1                     | 49    | 9     |

## Palmarés

### Títulos nacionales
| Título   | Club                 | País      | Año     |
| -------- | -------------------- | --------- | ------- |
| A-League | Melbourne City F. C. | Australia | 2020-21 |
| A-League | Melbourne City F. C. | Australia | 2024-25 |